# 倉元製作所
株式会社倉元製作所（くらもとせいさくしょ）は、宮城県栗原市に本社を置く、薄型テレビ（FPD）用ガラス基板（液晶ディスプレイ、プラズマディスプレイ、EL用およびセンサなどの微細素子向け）の開発、製造、販売を行っている会社である。東京証券取引所スタンダード市場上場銘柄の一つである（証券コードは5216）。

## 沿革
- 1975年10月 - 有限会社倉元製作所として創業。
- 1980年8月 - 株式会社化し、現在の社名となる。
- 1995年1月 - 株式を店頭登録。（現在のジャスダック）
- 1997年2月 - ヘルツ電子を子会社化。
- 2004年11月 - 傘下の3社が合併しLADVIKとなる。FILWELを設立。
- 2005年11月 - ドイツのショット社とショット・クラモト・ プロセッシング・コリア（SKPK社）を設立。
- 2006年12月 - 倉元マシナリーが三友商鋼と合併。
- 2007年6月 - SKPK社の株式をショット社に譲渡[2]。
- 2007年12月 - 東海工業・LADVIKの株式を売却。
- 2009年1月 - ヘルツ電子事業停止（同年9月解散）。
- 2009年2月 - セルコの株式を売却。
- 2016年1月 - FILWELの株式を売却。
- 2019年3月 - 連結子会社 倉元マシナリーを株式会社「シンメイ」（豊田市）に売却
- 2019年3月 - 2018年12月期にて債務超過となり、上場廃止に係る猶予期間入り銘柄となる。
- 2019年12月 - 事業再生実務家協会に事業再生ADRを申請。即日受理された[3]。
- 2020年3月 - 事業再生ADRが成立。
- 2020年4月 - 第三者割当増資により、ニューセンチュリー有限責任事業組合が筆頭株主となる。

## 事業再生ADRを申請
倉元製作所は、2014年12月期から5期連続で最終赤字が続いており、国内液晶パネルメーカーの競争力減退に伴う受注減少などから、2018年12月期に債務超過へ転落。東京証券取引所は2019年3月に、倉元製作所株式を「上場廃止に係る猶予期間入り」に指定した。2019年12月期においても債務超過解消の見込みがないことから、倉元製作所は2019年12月25日に事業再生実務家協会に事業再生ADRを申請。即日受理された。
2020年1月8日に第1回債権者会議が開催され、同年3月13日に支援スポンサーにニューセンチュリー有限責任事業組合を選定。同年3月30日に開催される第3回債権者会議にて事業再生ADRが成立し、東京証券取引所に事業再生計画を提出。同年4月14日にニューセンチュリー有限責任事業組合に対して第三者割当増資を行った他、「上場廃止に係る猶予期間入り」の期間が1年間延長される。2020年4月30日に時価総額審査結果が発表され、時価総額5億円以上となったため上場廃止基準に該当しないことになったが、2020年12月期において債務超過となった場合は上場廃止となる。

## グループ

### かつての子会社
- 株式会社FILWEL - 経営難に陥ったカネボウから精密研磨布・人工皮革事業を譲り受けるために2004年に設立。2016年1月26日にアスパラントグループ株式会社と株式会社福岡キャピタルパートナーズが出資する特定目的会社に売却[9]。
- 倉元マシナリー - 名取市で産業用自動化・省力化機械の設計・製造・販売1998年10月1日に設立。2019年3月、 株式会社「シンメイ」（豊田市）に売却[10]。